# Rheumatoide Arthritis
Die rheumatoide Arthritis (auch chronische Polyarthritis oder (veraltet) primär-chronische Polyarthritis oder primär chronische Polyarthritis und chronischer Gelenkrheumatismus genannt) ist eine langwierige, andauernde rheumatische Erkrankung und die häufigste entzündliche Erkrankung der Gelenke, bei der es auch zur Beteiligung innerer Organe sowie Sehnen und Blutgefäßen kommen kann. Abgekürzt wird die Krankheit mit RA (rheumatoide Arthritis), cP (chronische Polyarthritis) bzw. pcP (primär chronische Polyarthritis, veraltet).

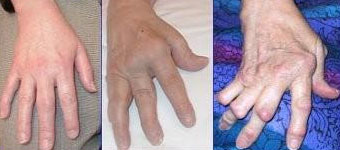
Morphologie der Hand mit cP – die charakteristische Ulnardeviation ist rechts dargestellt.

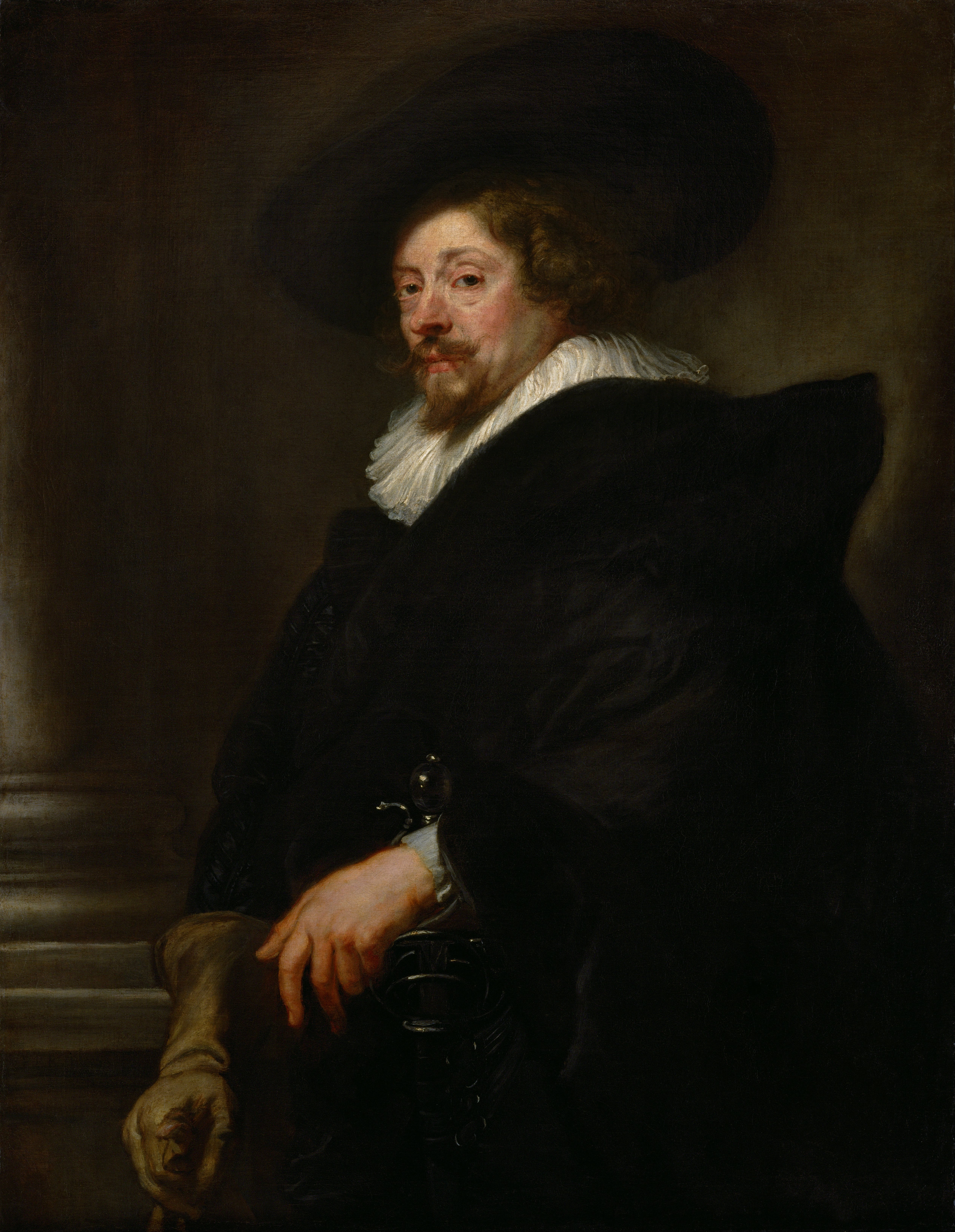
Peter Paul Rubens, Selbstporträt
(Die Hände des Künstlers zeigen in seinen Selbstbildnissen der letzten 30 Jahre seines Lebens das typische Bild einer fortschreitenden chronischen Polyarthritis.)

Der Krankheitsbeginn ist oft schleichend, kann aber auch plötzlich eintreten, mit Schmerzen in den kleinen Finger- oder Zehengelenken. Es können auch andere Gelenke betroffen sein, insbesondere Hand-, Knie-, Schulter, Fuß-, Hüftgelenke. Typischerweise werden bevorzugt die Handwurzelknochen, die Fingergrundgelenke (Metacarpophalangealgelenke) und die Fingermittelgelenke (proximale Interphalangealgelenke, PIP) befallen. Die Fingerend- und Zehenendgelenke (distale Interphalangealgelenke, DIP) sind im Gegensatz zur Psoriasisarthritis nicht betroffen. Die betroffenen Gelenke schwellen an und sind überwärmt. Eine Rötung der betroffenen Gelenke kann hinzukommen. Eine symmetrische (= beidseits auftretende) Synovitis der stammfernen Gelenke ist typisch, aber nicht zwingend. Morgens sind diese Symptome zumeist am stärksten ausgeprägt; es handelt sich dabei um die symptomatische Morgensteife. Im Krankheitsverlauf werden immer mehr Gelenke befallen. Unbehandelt führt sie häufig zur Gelenkzerstörung.
Meist verläuft die Krankheit schubweise; ein Schub dauert typischerweise zwischen einigen Wochen und Monaten an. Zwischen den einzelnen Schüben lassen die Beschwerden nach. Eine Besserung des Gesundheitszustandes ist nicht zwingend auf die Therapie zurückzuführen.
Sonderformen der rheumatoiden Arthritis sind das Felty-Syndrom (schwere Verlaufsform der RA mit Hepatosplenomegalie und Neutropenie), das Caplan-Syndrom (RA und Silikose), die Alters-RA (LORA – late onset rheumatoid arthritis, Beginn nach dem 60. Lj.) und das RS3PE-Syndrom (vorübergehende seronegative symmetrische Synovitis mit eindrückbarem Ödem) sowie (als schwere systemische Verlaufsform der kindlichen Polyarthritis) mit hoher entzündlicher Aktivität und extraartikulären Organmanifestationen das Still-Syndrom.

## Epidemiologie (Häufigkeit, Geschlechts- und Altersverteilung)
Beschrieben wurden der chronischen Polyarthritis entsprechende Krankheitsbilder 1802 von William Heberden, 1800 von Augustin Jakob Landrè-Beauvais (1772–1840) und 1852 von Jean-Martin Charcot sowie den Begriff „rheumatoide Arthritis“ prägend 1876 von Alfred B. Garrod.
Abgesehen von der entzündlich aktivierten Arthrose ist die rheumatoide Arthritis die häufigste entzündliche Gelenkerkrankung. Weltweit sind etwa 0,3–1 % der Bevölkerung betroffen (Prävalenz), die Inzidenz wird auf 0,1–0,5 ‰ geschätzt. In Nordamerika und Nordeuropa erkranken etwa zwischen 20 und 50 je 100.000 Personen pro Jahr. In Deutschland schätzt man die Zahl der Erkrankungen auf 800.000, wobei Frauen rund dreimal so häufig betroffen sind wie Männer.
An der rheumatoiden Arthritis können Menschen aller Altersgruppen erkranken. Häufig ist ein Auftreten zwischen 35 und 45 Jahren. Es können jedoch auch Kinder betroffen sein; dies nennt man dann eine juvenile idiopathische Arthritis. Die Krankheitshäufigkeit nimmt mit steigendem Alter zu. Als Gipfel der Neuerkrankungsrate wird bei Frauen das Alter zwischen 55 und 64 Jahren, bei Männern das Alter zwischen 65 und 75 Jahren gesehen.

## Ursache
Die Ursachen der Erkrankung sind bislang weitgehend ungeklärt. Es wird eine autoimmune Ursache angenommen, bei der körpereigene Substanzen, z. B. der Gelenkknorpel, von Zellen des Immunsystems angegriffen werden. Dabei muss zwischen dem Auslöser der störenden Immunreaktion und weiteren Faktoren unterschieden werden, die diese Reaktion im Immunsystem etablieren und aufrechterhalten. Früher wurden auch psychosomatische Einflüsse angenommen. Wahrscheinlich spielen mehrere Faktoren bei der Entstehung eine Rolle.
Diese Erkrankung gehörte zu den Holy Seven des Psychosomatikers Alexander.

### Auslösende Faktoren
Krankheitsauslösend können, so eine wissenschaftliche Hypothese, Viren und Bakterien sein, ähnlich wie es bei der Pathogenese des rheumatischen Fiebers bereits beschrieben wurde. Zudem kann eine reaktive Arthritis durch eine bakterielle Infektion eines anderen Organsystems (Urogenitaltrakt, Verdauungstrakt) auftreten, auch wenn die betroffenen Gelenke selbst nicht infiziert sind. Reaktive Arthritiden verlaufen aber nicht chronisch und rufen üblicherweise keine Gelenkschädigungen hervor. Für verschiedene Erreger wie z. B. Parvoviren, Proteus mirabilis, Mycobacterium tuberculosis wurde ein gesicherter Erregernachweis nicht erbracht.
Es ist nicht gesichert, ob diese Pathogene aufgrund einer immunologischen Kreuzreaktion RA verursachen können. Diskutiert wird auch eine sekundäre Immunreaktion gegen Strukturen des Gelenkknorpels, verursacht durch die Entzündung („epitope spreading“). Hierbei weitet sich die spezifische Abwehrreaktion über das erste erkannte Epitop eines fremden Antigens (hier eines Pathogens) schrittweise hinaus und erreicht anderes Gewebe wie den Knorpel. Es wird auch der Zusammenhang zwischen einer Parodontitis-Erkrankung aufgrund einer Infektion mit Porphyromonas gingivalis und dem Entstehen einer rheumatoiden Arthritis diskutiert.
Möglicherweise sind Autoantikörper und autoreaktive T-Zellen gegen das ribosomale Protein RPL23A Auslöser für Arthritis.

### Beitragende Faktoren
Ein genetischer Einfluss wurde unter anderem durch Zwillingsstudien mehrfach nachgewiesen. Eine bestimmte Form der RA ist demnach mit bestimmten MHC- bzw. HLA-Allelen assoziiert.
Bei einer rheumatoiden Arthritis ist außerdem die Funktion von regulatorischen T-Zellen geschwächt. Diese hängt direkt von der Aktivität von FOXP3 ab, und damit vom Level an TNF-α.

## Pathogenese

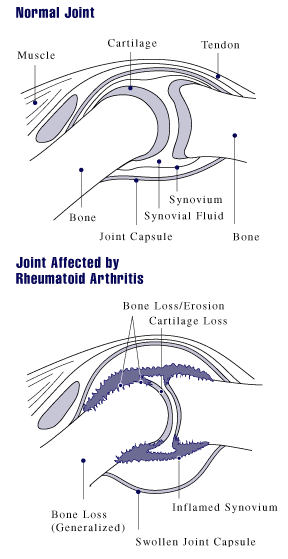
Veränderungen am Gelenk

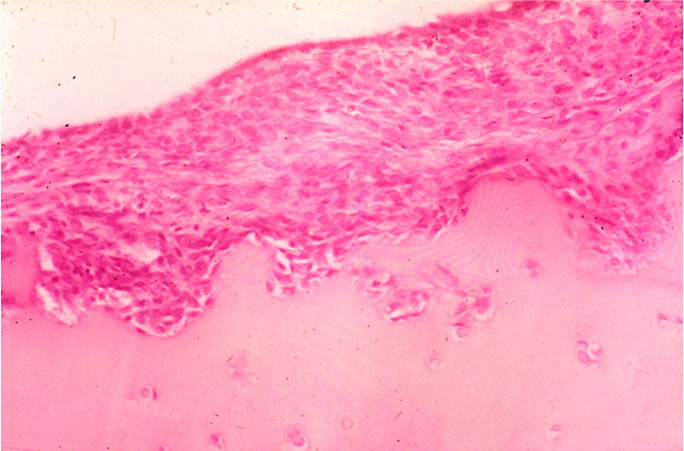
Eindringende Zellverbände

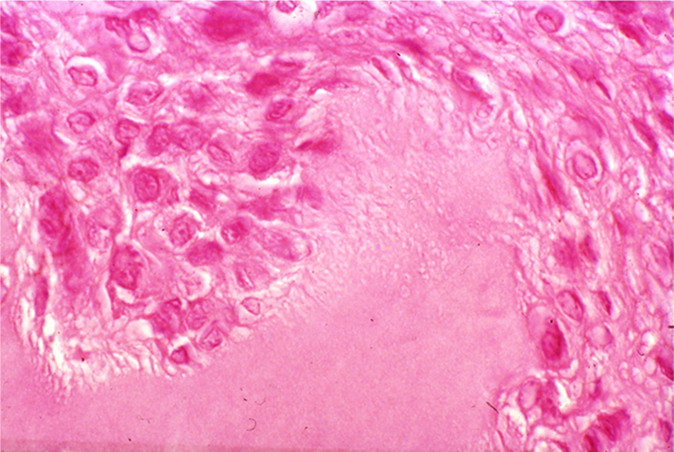
Degradierung von Knorpel und Knochen durch proteolytische Enzyme

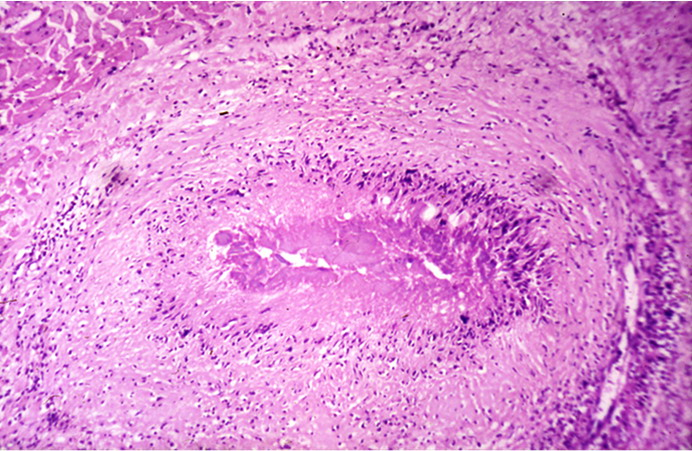
Nekrose im Herzen

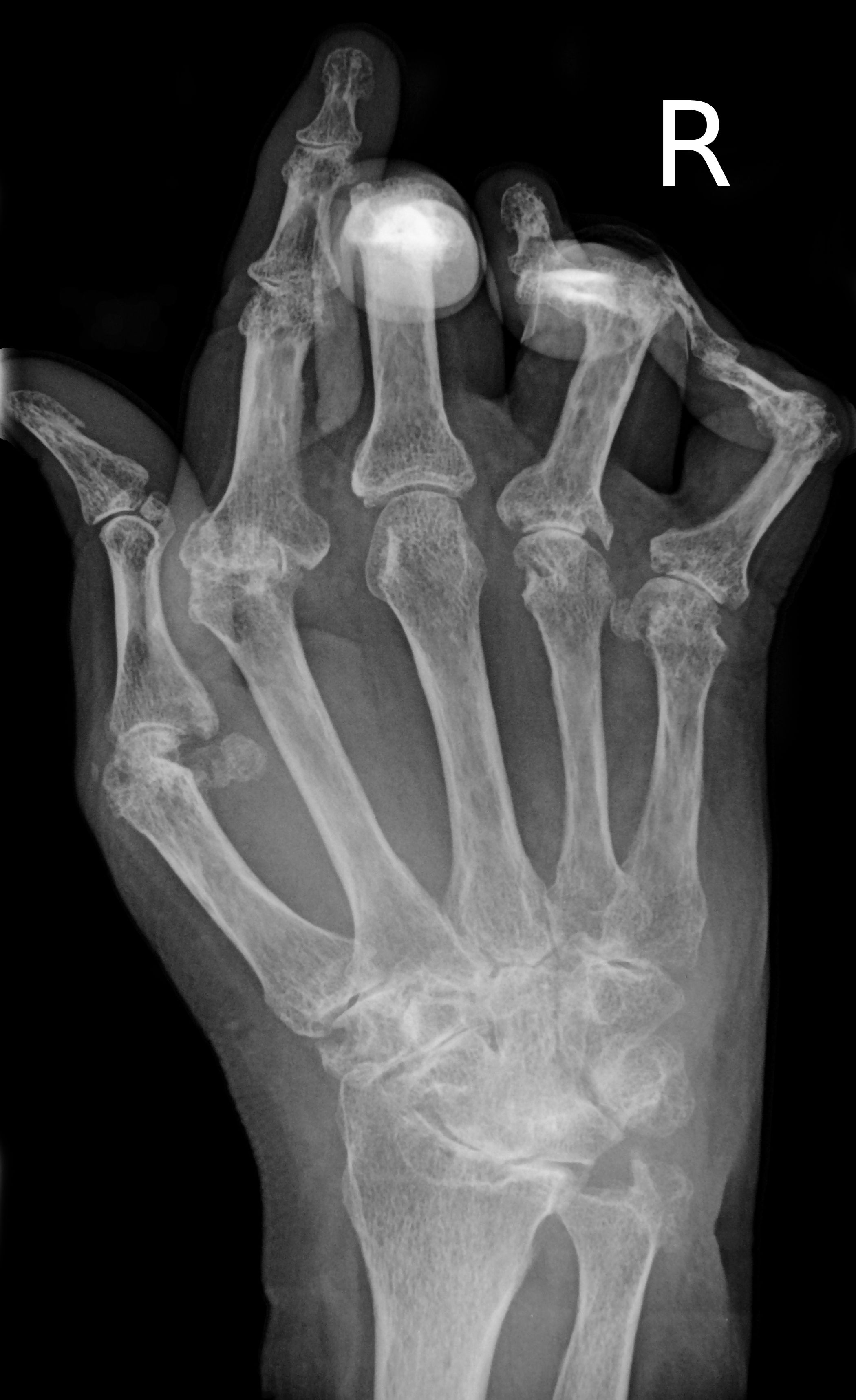
Typisches Röntgenbild

Ursächlich für das Krankheitsbild sind humorale und zelluläre Immunprozesse. Das klinische Bild der rheumatoiden Arthritis ist das Ergebnis struktureller Prozesse, die sich im Gelenk- und gelenknahen Gewebe abspielen. Als Vollbild der Erkrankung zeigt sich ein Komplex aus immunologischer Gelenkentzündung, onkologischer Gelenkdestruktion und extraartikulären, u. U. sogar tödlichen primär nekrotisierenden Prozessen. Die seit weit über hundert Jahren tradierte Vorstellung einer rein entzündlichen Erkrankung beruht auf wechselnd bewerteten klinisch-immunologischen Phänomenen und soll im folgenden Absatz dargestellt werden, wird aber durch neuere Forschungsergebnisse nicht gestützt:
Es wird beschrieben, dass fehlgesteuerte Immunzellen in das betroffene Gelenk einwandern und dort entzündungsfördernde Botenstoffe produzieren – sogenannte Zytokine – mit deren Hilfe Immunzellen miteinander kommunizieren. An der Zellmembran der Zielzelle befinden sich Rezeptoren, an welche die Zytokinmoleküle nach dem Schlüssel-Schloss-Prinzip andocken und dort die entsprechenden Reaktionen auslösen können.
Bei den Erkrankten ist der Theorie nach dieses Gleichgewicht zwischen den Zytokinen gestört. Insbesondere Interleukin-1 (IL-1), IL-6 und der Tumornekrosefaktor-alfa (TNF-α) seien übermäßig vorhanden und für den zerstörerischen Entzündungsprozess im Knorpelgewebe und die Aktivierung knochenabbauender Zellen, der Osteoklasten, verantwortlich. Durch die Wirkung der Zytokine entstehe an der Gelenkinnenhaut (Synovialis) ein geschwulstartiges Gewebe, der Pannus, welcher nach einer gewissen Zeit Knorpel, Knochen und auch andere Strukturen des betroffenen Gelenks zerstöre.
Mittlerweile ist an Mäusen nachgewiesen worden, dass für die RA typische Fibroblasten der Synovia von befallenen Gelenken über den Blutkreislauf in bisher gesunde Gelenke auswandern können. Dies könnte das typische Ausbreitungsmuster der Erkrankung erklären.
Der Entzündungsprozess wird jedoch nach Untersuchungen des Zentrums für Rheuma-Pathologie, Mainz, als im Verhältnis zu anderen, ebenfalls immunologisch ausgelösten entzündlichen Gelenkerkrankungen gering eingeschätzt. Obwohl in dieser meist der Grund für die starke Zerstörung des Gelenks gesehen wird, wurde niemals ein Beweis für die Destruktion von Knochen und Knorpel durch eine immunologische Entzündung erbracht.
Die Gelenkzerstörung bei rheumatoider Arthritis ist vielmehr das Werk eines spezifischen onkologischen Prozesses, der sich schubweise aus der pluripotenten synovialen Zellmatrix entwickelt. Die aggressiven homogenen Zellverbände, die in Knorpel und Knochen eindringen, bestehen aus dicht gelagerten großen polygonalen Zellen. Der große helle Zellkern enthält 1 bis 2 Nucleolen. Diese Zellen exprimieren eine Reihe hochpotenter proteolytischer Enzyme, die sie zur schnellen Zerstörung des Gelenks durch Degradierung von Knorpel und Knochen befähigen.
Der gefäßfreie Prozess ist kurzlebig, die aggressiven Zellverbände kollabieren innerhalb weniger Tage und werden von Entzündungszellen und Makrophagen resorbiert. Entzündliche Faktoren sind am Zerstörungsprozess nicht beteiligt. Der Prozess hinterlässt jedoch den bekannten, oft fälschlich der Entzündung zugeschriebenen Pannus.
Diese aggressive Phase kann sich am selben Gelenk wiederholen und den Zerstörungsprozess fortsetzen.
Dieser für die rheumatoide Arthritis spezifische Prozess wurde vom Deutschen Krebsforschungszentrum als „tumor-like proliferation“ klassifiziert.
Eine weitere potenziell tödliche Komponente der rheumatoiden Arthritis ohne entzündliche Störung ist das akute Absterben von Geweben infolge einer lokalen Freisetzung von Kollagenasen. Es sind gelenkferne Prozesse, die durch eine zentrale Nekrose und eine dichte radiäre Zellpalisade gekennzeichnet sind. Sie zerstören gefäßarme, kollagene Strukturen. In Sehnen führen sie zur Sehnenruptur, im Auge befallen sie die Sklera, was zum Verlust des Auges führt. Sie können die Wandung von Arterien zerstören und damit zum Absterben von Gliedmaßen führen. Dies sind Prozesse, die sich der klinischen Beobachtung weitgehend entziehen und deswegen oftmals anderen Erkrankungen zugeschrieben werden (z. B. Herzinfarkt).

## Diagnostik
Die Diagnostik erfolgt durch Labor, Klinik und bildgebende Verfahren.
- Labor: Es wird nach Rheumafaktoren (RF-Antikörper) im Blut bzw. Serum gesucht, die Blutsenkungsgeschwindigkeit (BSG) und das C-reaktive Protein (CRP) getestet. Rheumafaktoren (RF) sind hierbei jedoch nicht beweisend, sondern nur hinweisend, man kann auch bei anderen Erkrankungen Rheumafaktoren nachweisen. Fälle von seronegativer Arthritis sind ebenso bekannt wie Fälle, in denen Betroffene einen so niedrigen RF aufweisen, dass er zur Diagnostik nicht ausreicht. Untersuchungen haben jedoch gezeigt, dass ein seropositiver RF- oder ACPA-Status auf einen schweren erosiven Verlauf der Erkrankung mit einer raschen fortschreitenden Gelenkzerstörung hindeutet.[18][19]
- In neuerer Zeit haben die Testsysteme zum serologischen Nachweis der so genannten ACPAs (Anti-Citrullinated Protein/Peptide Antibodies, Antikörper gegen citrullinierte Protein-/Peptid-Antigene) die klassische Serodiagnostik über die Rheumafaktoren verbessert. Prominenteste Vertreter der ACPA-Testsysteme sind der CCP-Assay und der Nachweis von Autoantikörpern gegen mutiertes citrulliniertes Vimentin (Anti-MCV-ELISA).[20]
- Klinik: Zählung und Lokalisation schmerzhafter, geschwollener und überwärmter Gelenke, Patientenselbsteinschätzung (z. B. DAS28, Disease Activity Score 28)
- Bildgebende Verfahren: Zu Beginn und im Verlauf sind Röntgen- oder MRT-Untersuchungen erforderlich, um Schädigungen der Knochen (Erosionen) abschätzen zu können. Typische radiologische Befunde, vor allem im Bereich der Hände, sind gelenknahe Entkalkungen, subchondrale (bzw. gelenknahe[12]) Osteoporose, Destruktionen des umliegenden Knochens, Ankylosen und Gelenkfehlstellungen (Knopflochdeformität, Schwanenhalsdeformität, Ulnardeviation).
- Mit der Weichteil- und Knochenszintigraphie kann das Verteilungsmuster der Entzündungsaktivität der verschiedenen Gelenke recht gut dargestellt werden.

### Stadieneinteilung
Am Stadium der Erkrankung orientiert sich deren Behandlung.
- Stadium   I: geringe Schwellungen ohne Beeinträchtigungen bei alltäglichen Anforderungen
- Stadium  II: konstante Synovitiden, keine Gelenkdeformierungen
- Stadium III: Gelenkdeformierungen, Muskelatrophien, Tendinitiden (Rheumaknoten)
- Stadium IV: ausgeprägte Gelenkdeformierungen, Gelenkinstabilität, Ankylosen sowie hochgradige Funktionskapazitätseinschränkung, Rollstuhlabhängigkeit oder Bettlägerigkeit

### Klassifikationskriterien
Der US-amerikanische Rheumatologen-Fachverband ACR (American College of Rheumatology) und der Fachverband der europäischen Rheumatologen EULAR (European League Against Rheumatism) haben mit den gemeinsamen 2010 ACR / EULAR Kriterien zur Klassifikation der rheumatoiden Arthritis eine neue Grundlage für eine internationale Standardisierung der Klassifikation der Erkrankung veröffentlicht. Mit dieser Arbeit wurden die vorhergegangenen ACR-Klassifikationskriterien von 1987 faktisch außer Kraft gesetzt.
Besonders die Autoimmundiagnostik und die Serologie haben mit den neuen Kriterien mehr Gewicht in der RA-Diagnostik erhalten (RA-Frühdiagnostik). Nach den neuen ACR/
EULAR-Kriterien trägt ein hochpositiver Rheumafaktor- oder ein hochpositiver ACPA-Titer (ACPA: anti-citrullinated protein antibody, deutsch: Antikörper gegen citrullinierte Peptide/Proteine) bereits die Hälfte der Punktzahl bei (3 Punkte von 6), die einen Betroffenen als RA-Patienten einstuft. In den ACR-Kriterien von 1987 tauchten lediglich die diagnostisch eher unspezifischen Rheumafaktoren auf.
Die radiologischen Veränderungen der Gelenke, in den Klassifikationskriterien von 1987 noch als entscheidend angesehen, verlieren als Symptom der etablierten RA („späte“ RA) zugunsten der RA-Frühdiagnostik an Bedeutung.

### 2010-ACR/EULAR-Klassifikationskriterien für die rheumatoide Arthritis
Die 2010-ACR/EULAR-Kriterien zur Klassifikation der rheumatoiden Arthritis erzeugen einen Punktewert zwischen 0 und 10. Jeder Patient mit einem Punktewert von 6 oder mehr wird eindeutig als RA-Patient klassifiziert.
Vier Bereiche werden bei der Befundung abgedeckt:
- die Gelenkbeteiligung (je nach Art und Zahl der betroffenen Gelenke bis zu 5 Punkte)
- serologische Parameter (neben den Rheumafaktoren nun auch ACPA – je nach Antikörper-Titerhöhe bis zu 3 Punkte),
- die Akutphasereaktion (1 Punkt für erhöhte BSG- oder CRP-Werte)
- die Dauer der Arthritis (1 Punkt für Beschwerden, die sechs Wochen oder länger bestehen)

Dabei bleibt die Diagnosestellung weiterhin dem Rheumatologen überlassen. Für Hausärzte, für hausärztlich tätige Internisten oder für die Orthopäden (alle „Nicht-Rheumatologen“) bleiben nach wie vor die jeweiligen Verdachtskriterien für die rheumatoide Arthritis gültig. Für die Ärzte in Deutschland sind das die RA-Verdachtskriterien der Deutschen Gesellschaft für Rheumatologie (DGRh):
- zwei oder mehr geschwollene Gelenke[25]
- länger bestehende[26] Morgensteifigkeit von mehr als einer Stunde
- erhöhte Blutsenkungsgeschwindigkeit (BSG) oder CRP-Werte weisen auf eine rheumatoide Arthritis hin
- der Nachweis von Rheumafaktoren oder Autoantikörpern gegen CCP (das sind bestimmte ACPA) kann den Verdacht auf rheumatoide Arthritis erhärten. – Aber: Ein negativer Befund schließt die Diagnose RA nicht aus.

Die Krankheitsaktivität bei Diagnose und zur Therapiesteuerung wird häufig über den DAS28 ermittelt.

## Extraartikuläre Manifestation der rheumatoiden Arthritis
Neben der Gelenkmanifestation können bei der rheumatoiden Arthritis auch andere Organe und Systeme betroffen sein.

### Interstitielle Lungenfibrose
Bei Patienten mit rheumatoider Arthritis kann in bis zu 60 % im hochauflösenden CT eine interstitielle Lungenerkrankung festgestellt werden. In 10 % der Fälle ist die Lungenveränderung symptomatisch. Auch die Sterblichkeit ist bei gleichzeitiger rheumatoider Arthritis und interstitieller Lungenfibrose erhöht. Im Englischen wird die Bezeichnung RA-ILD (Rheumatoid arthritis – Associated Interstitial Lung Disease) verwendet.
Durch Bildung von Exsudaten kann es bei der rheumatoiden Arthritis auch zum Pleuraerguss kommen. Der im Rahmen einer Pleurapunktion gemessene pH-Wert der Pleuraflüssigkeit zeigt dann eine Azidose.

### Herz-Kreislauf-Erkrankungen
Verschiedene kardiale Strukturen können bei einer RA verändert sein. Patienten mit rheumatoider Arthritis haben ein erhöhtes Risiko für kardiovaskuläre Ereignisse, wie z. B. Bluthochdruck, veränderte Lipidwerte oder Atherosklerose. Vermutlich tragen erhöhte Werte an entzündungsverursachende Cytokine (z. B. IL1, IL6, TNFalpha und Metallproteasen) dazu bei, zudem sind bei diesen Patienten Entzündungsmarker wie CRP sowie die ESR erhöht. Diese korrelieren wiederum mit einem erhöhten Risiko an Herz-Kreislauf-Erkrankungen.
Ein Perikarderguss kann echokardiographisch nachgewiesen werden und ist klinisch meistens nicht relevant. Die genannte Klappenveränderungen sind ebenfalls meistens asymptomatisch. Eine Einschränkungen der kardialen Pumpfunktion und eine klinisch manifeste Herzinsuffizienz ist bei Patienten mit rA häufiger.

## Therapie

### Medikamentöse Behandlung
Bei der im Vordergrund der Behandlung stehenden medikamentösen Therapie rheumatischer Erkrankungen werden traditionell vier Hauptgruppen von Medikamenten unterschieden:
- Analgetika (Schmerzmittel)
- Nichtsteroidale Antirheumatika (NSAR)
- Glucocorticoide
- Basistherapeutika (disease modifying anti-rheumatic drugs, DMARD)

Die verschiedenen Medikamentengruppen haben unterschiedliche Wirkungen und therapeutische Zielsetzungen. Ihre Anwendung erfolgt deshalb oft gleichzeitig, z. B. gibt man häufig neben Basistherapeutika zusätzlich Cortison oder cortisonfreie Entzündungshemmer.
Eine Therapie mit DMARDs soll über symptomatische Effekte hinaus gehen und krankheitsmodifizierende Eigenschaften entfalten. Ziel ist die Vorbeugung oder zumindest Verzögerung einer Gelenkzerstörung, wodurch die Funktionsfähigkeit der Gelenke erhalten bleiben soll. Damit grenzen sich DMARDs von rein symptomatischen Therapien wie z. B. mit NSARs ab. Die Wirkung tritt verzögert ein, so sprechen Patienten etwa nach 4–16 Wochen an.
DMARDs werden in unterschiedliche Klassen unterteilt:
| Art     | Name                                               | Beispiele                                                                  |
| ------- | -------------------------------------------------- | -------------------------------------------------------------------------- |
| csDMARD | conventional synthetic (konventionell synthetisch) | Methotrexat, Leflunomid, Hydroxychloroquin, Sulfasalazin, Mycophenolat     |
| bDMARD  | biological (biologisch / biotechnologisch)         | Abatacept, Rituximab, Anakinra, Tocilizumab, diverse TNF-alpha-Inhibitoren |
| tsDMARD | targeted synthetic (zielgerichtet synthetisch)     | Apremilast, Tofacitinib, Baricitinib, Upadacitinib                         |

Bei den bDMARDs können ferner boDMARDs (Originalpräparate) von bsDMARDs (Biosimilars) unterschieden werden.
Moderne Konzepte der Rheumabehandlung zeichnen sich dadurch aus, dass verschiedene Methoden kombiniert werden. Der Erfolg der Behandlung hängt wesentlich davon ab, für die unterschiedlichen Krankheitsbilder und -situationen die jeweils individuell richtige Behandlungskombination zusammenzustellen. Sehr häufig wird dabei allein oder in Kombination das Basistherapeutikum MTX (Methotrexat) eingesetzt, das aufgrund von Wirksamkeit und Verträglichkeit quasi der „Goldstandard“ der Basistherapie ist. Weitere sogenannte konventionelle Basistherapeutika (csDMARDs) sind Leflunomid, Sulfasalazin, Chloroquin und Hydroxychloroquin (ursprünglich als Anti-Malaria-Medikamente entwickelt). Manche früher häufig verwendete csDMARDs wie Auranofin sind nicht mehr verfügbar oder werden nur noch in Ausnahmefälle angewendet (z. B. Azathioprin, Ciclosporin A).
Neuere Therapeutika sind Antikörper, lösliche Rezeptoren oder Antagonisten, die gegen proinflammatorische Zytokine wie IL-1, IL-6 oder TNF-alpha gerichtet sind und auch Biologika (bDMARDs) genannt werden. Gegen TNF-alpha gerichtet sind die TNF-alpha-Hemmer Adalimumab, Certolizumab, Etanercept, Golimumab und Infliximab. Der IL-1-Rezeptor-Antagonist heißt Anakinra. Die B-Zell-Therapie mit Rituximab (monoklonaler CD20-Antikörper) ist seit Juli 2006 europaweit zugelassen. Rituximab wird nach Versagen des initialen TNF-alpha-Hemmers eingesetzt. Bei unzureichendem Ansprechen und/oder Unverträglichkeit eines TNF-alpha-Hemmers wird von den europäischen EULAR-Leitlinien eine Umstellung auf einen weiteren TNF-alpha-Hemmer oder Biologika mit anderem Wirkmechanismus wie z. B. Rituximab empfohlen.  Seit Mai 2007 ist eine Substanz zugelassen, die die T-Zell-Ko-Stimulation moduliert. Es handelt sich um das vollständig humane Fusionsprotein CTLA4Ig (Abatacept). Abatacept wird derzeit nach Versagen mindestens eines TNF-alpha-Antagonisten eingesetzt. Seit Januar 2009 ist der humanisierte Antikörper Tocilizumab europaweit zugelassen, der speziell Interleukin-6-Rezeptoren hemmt.
Gemäß aktueller Leitlinie sollen Patienten, die ihr Therapieziel mit einer optimierten Starttherapie nicht erreicht haben und unter einer hohen Krankheitsaktivität leiden bzw. wenn ungünstiger Prognosefaktoren vorliegen, mit einer Kombination von csDMARD wie MTX und einem bDMARD oder tsDMARD behandelt werden. Unter tsDMARDS – zielgerichtete synthetischer DMARDs – fallen Phosphodiesterase-Hemmer wie Apremilast sowie orale Januskinasenhemmer (JAKi). tsDMARDs oder bDMARDs sollen auch nach unzureichendem Ansprechen zweier csDMARD-Therapien zum Einsatz kommen. Schließlich empfiehlt die Leitlinie, bei einem nicht ausreichendem Ansprechen oder Unverträglichkeit der ersten bDMARD-Therapie auf ein alternatives bDMARD oder auf ein tsDMARD zu wechseln. tsDMARDs können somit bei ausreichender Krankheitsaktivität zu jedem Zeitpunkt eingesetzt werden.
Die neueren EULAR-Leitlinien haben den Einsatz von tsDMARDS dagegen etwas eingeschränkt, diese sollen erst nach einer Risikobewertung herausgegeben werden. Hintergrund für die Einschränkung war das Ergebnis der ORAL Surveillance-Studie, bei der die Einnahme des JAK-Hemmers Tofacitinib gegenüber eines TNF-alpha-Inhibitors erhöhte kardiovaskuläre Risiken sowie Krebsrisiko zeigt. Sowohl FDA als auch das BfArM haben Empfehlungen zur Minimierung der Risiken der Nebenwirkungen und Mortalität bei JAKi herausgegeben. Die Deutsche Gesellschaft für Rheumatologie und Klinische Immunologie hat 2024 in ihrer Stellungnahme zusätzliche Daten zur Arzneimittelsicherheit und Nebenwirkungsprofil von JAKi berücksichtigt, wonach JAK-Hemmer unter Beachtung identifizierter und vermuteter Risiken angewendet werden können.

### Operative Therapie der rheumatischen Arthritis

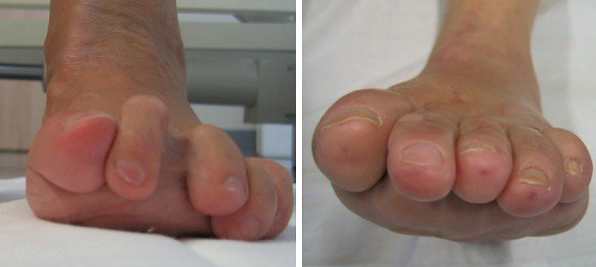
a) Luxierte Zehen bei RA; b) nach Stainsby-Korrektur

Als Zweig der Orthopädie hat sich die Rheumachirurgie etabliert. Die sie anwendenden Ärzte haben sich darauf spezialisiert, die schweren und bisweilen schwersten Gelenkveränderungen, die im Laufe einer rheumatischen Erkrankung entstehen können, operativ zu behandeln.

#### Synovialektomie
Die Synovialis – die Schleimhaut der Gelenkkapsel – produziert die Synovialflüssigkeit und ist der eigentliche Ort des Krankheitsgeschehens. Eine operative Gelenkinnenhautentfernung wurde erstmals gegen Ende des 19. Jahrhunderts durchgeführt. Die Synovialis im frühen Stadium zu entfernen, kann den gesamten Verlauf günstig beeinflussen. Abhängig von den anatomischen Gegebenheiten des betroffenen Gelenkes gelingt das oft nicht vollständig, aber eine deutliche Reduktion des erkrankten Gewebes hat meist einen lindernden Effekt. Synovialgewebe ist auch in den Sehnenscheiden vorhanden. Normalerweise sorgt es dort für die Ernährung und Schmierung der Sehnen. Bei rheumatischen Erkrankungen bilden sich, besonders in den Strecksehnenfächern des Handrückens, starke Schwellungen, so genannte synovialitische Kissen, aus. Die krankhaft veränderte Synovia greift diese Sehnen an, die Sehnen können zerreißen. Die frühe Synovialektomie wirkt sich bremsend auf den Krankheitsprozess aus.
Im späteren Verlauf, wenn es zu Zerstörungen von Gelenken gekommen ist, reichen solche relativ kleinen Eingriffe nicht mehr aus. Abhängig von der Lokalisation, dem Typ und der Funktion des Gelenkes kommen verschiedene Verfahren zum Einsatz.

#### Gelenkresektion
Das zerstörte Gelenk wird ersatzlos entfernt. Die Nachbehandlung mit Gips und Schienen hat zum Ziel, eine funktionell zufrieden stellende Narbenbildung zu ermöglichen. Oft werden diese Verfahren an den Zehengrundgelenken eingesetzt.

#### Arthrodese (Gelenkversteifung)
Das erkrankte Gelenk wird entfernt, die Knochenstümpfe werden in einer für die Funktion günstigen Stellung aufeinander fixiert. Nach der Verheilung ist das ehemalige Gelenk zwar vollständig eingesteift, dafür aber weitgehend schmerzfrei. Bei Rheumakranken werden Arthrodesen bevorzugt am Daumen, den Handwurzelgelenken, den Fingerendgelenken (sog. DIP-Gelenke), dem oberen und unteren Sprunggelenk, der Fußwurzel und dem Großzehengrund- und -endgelenk sowie den Zehenmittel- und -endgelenken durchgeführt.

#### Arthroplastik
Ein Teil des Gelenkes wird reseziert, der entstandene Defekt mit körpereigenem Gewebe aufgefüllt. Meistens wird hierzu eine eingerollte Sehne verwendet. Sinnvoll kann dieses Vorgehen im Bereich der Handwurzel sein.

#### Endoprothesen
Wie bei verschleißbedingten Arthrosen wird versucht, den Einbau eines künstlichen Gelenkes so lange wie möglich hinauszuzögern. Daher hat die frühzeitige Erkennung und konsequente stadiengerechte medikamentöse Therapie (siehe Basistherapie), Radio- oder Chemosynoviorthese (seltener auch Synovialektomie) einen sehr wichtigen Stellenwert. Bei zunehmender Gelenkknorpelzerstörung, Bewegungs- sowie Ruheschmerzen wird auch bei rheumatischen Erkrankungen die Entscheidung für eine Gelenkprothese getroffen. Das Ziel liegt hierbei in einer Schmerzreduktion, Verbesserung der Gelenkbeweglichkeit sowie der Gelenkstabilität. Eine Besonderheit der Prothesenoperation beim Rheumatiker ist die konsequente Mitentfernung der rheumatisch-entzündlich veränderten inneren Gelenkschleimhaut (Synovia).
Typische Regionen, die bei Rheumakranken mit einem Kunstgelenk ersetzt werden können, sind die großen Gelenke (Schultergelenk, Hüftgelenk, Kniegelenk, oberes Sprunggelenk, Ellenbogengelenk) und einige kleine Gelenke (Fingergrund- und Fingermittelgelenk, Großzehengrundgelenk). Gerade bei Rheumatikern sollte mit der sogenannten Endoprothesenoperation nicht zu lange gewartet werden, um der entzündlichen Zerstörung von stabilisierenden Kapsel-Bandstrukturen oder der Entwicklung von Knochendefekten zuvorzukommen.
In der Endoprothetik (Einbau von Kunstgelenken) unterscheidet man zementfreie von zementierten Gelenken. Am Knie grenzt man zusätzlich aufsteigend nach dem Grad der erzwungenen Gelenkführung „ungekoppelte“ von „teilgekoppelten“ sowie „vollständig gekoppelten“ Prothesen ab. Die verwendeten Prothesenmaterialien und Designs unterscheiden sich nicht von denen, wie sie bei der herkömmlichen Arthrose verwendet werden. Eine Besonderheit stellt jedoch der künstliche Ersatz von Fingergrund- (sog. MCP-Gelenke) und -mittelgelenken (sog. PIP-Gelenke) dar. Hier werden am häufigsten silikonhaltige elastische „Gelenkstäbe“ implantiert.
Grundsätzlich unterscheidet sich die operative Durchführung eines Kunstgelenkes beim Rheumatiker nicht von der beim Arthrosepatienten. Aufgrund von immunmodulierenden Medikamenten (z. B. Kortison, Biologika u. a.), der verminderten Körperabwehr infolge der chronischen Erkrankung und anderer Faktoren ist die Anzahl an Frühinfekten nach einer Prothesenoperation sowie die Lockerungsrate gegenüber anderen Arthrosepatienten geringfügig erhöht. Dennoch stellt der künstliche Gelenkersatz gerade bei Rheumapatienten eine sehr große Bereicherung der Behandlungsoptionen mit einem deutlichen Anstieg an Lebensqualität dar.

### Radiosynoviorthese
Eine Alternative zur operativen Behandlung stellt die Radiosynoviorthese (RSO) dar. Die Wirksamkeit bei der rheumatoiden Arthritis ist durch Studien mit hohem Evidenzgrad gesichert. Die Indikation zur RSO ist gegeben, wenn nach sechsmonatiger Basistherapie auch durch intraartikuläre Injektion von cortisonhaltigen Lösungen der Krankheitsprozess nicht zu beherrschen ist. Die Erfolge der RSO sind umso besser, je früher sie im Krankheitsgeschehen eingesetzt wird. Als absolute Kontraindikationen gelten Schwangerschaft und Stillzeit, als relative Kontraindikationen die Behandlung bei Kindern und Jugendlichen. Die verwendeten Nuklide (vor allem 90Y, 186Re und 169Er) richten sich nach der Größe des zu behandelnden Gelenks. Es handelt sich um reine oder zumindest vorwiegende Betastrahler.

### Fasten und vegetarische Diät
Eine Analyse der verfügbaren klinischen Studien, bezüglich einer möglichen positiven Beeinflussung der RA durch Fasten gefolgt von einer vegetarischen Diät, ergab eine statistisch und klinisch relevante positive Beeinflussung des Langzeit-Krankheitsverlaufs durch eine solche Ernährungstherapie. Auch zeigte sich, dass es bei erneuter Umstellung zur früheren Diät zum Wiederauftreten von Krankheitssymptomen kommen kann. Eine Fastenkur sollte, wie die meisten Ernährungstherapien, mit dem behandelnden Arzt bzw. Therapeuten abgesprochen werden. Auch Eliminationsdiäten, bei denen versucht wird, mögliche allergie- bzw. krankheitsauslösende Faktoren aus der Ernährung auszuschließen, könnten nützlich sein. Gute Ergebnisse wurden auch mit veganer Rohkost in Verbindung mit Lactobazillen-Supplementen erhalten. Die Ergebnisse berufen sich auf Studien mit kleiner Teilnehmerzahl.
Eine Meta-Analyse aus dem Jahr 2021 kommt zu dem Schluss, dass entzündungshemmende Ernährungsformen (mediterrane, vegetarische und vegane Ernährung sowie ketogene Diät) signifikant zur Schmerzlinderung beitragen können.

### Leitlinien
- S2e-Leitlinie Therapie der rheumatoiden Arthritis mit krankheitsmodifizierenden Medikamenten der Deutschen Gesellschaft für Rheumatologie. In: AWMF online (Stand 2018)
- Josef S. Smolen, Robert B. M. Landewé et al.: EULAR recommendations for the management of rheumatoid arthritis with synthetic and biological disease-modifying antirheumatic drugs: 2022 update. In: Annals of the Rheumatic Diseases. Band 82, Nr. 1, Januar 2023, S. 3–18, doi:10.1136/ard-2022-223356, PMID 36357155 (englisch).

### Übersichtsarbeiten
- I. B. McInnes, G. Schett: The pathogenesis of rheumatoid arthritis. In: The New England journal of medicine, Band 365, Nummer 23, Dezember 2011, S. 2205–2219. doi:10.1056/NEJMra1004965. PMID 22150039.
- Andrea Di Matteo et al.: Rheumatoid arthritis. In: The Lancet. Band 402, Nr. 10416, 25. November 2023, S. 2019–2033, doi:10.1016/S0140-6736(23)01525-8, PMID 38240831 (englisch).
- Philip Brown et al.: Therapeutic advances in rheumatoid arthritis. In: BMJ (Clinical research ed.). Band 384, 17. Januar 2024, S. e070856, doi:10.1136/bmj-2022-070856, PMID 38233032 (englisch).

ältere Literatur:
- Franz Hrska, Wolfgang Graninger, Michael Frass: Systemerkrankungen. In: Anästhesiologie Intensivmedizin Notfallmedizin Schmerztherapie, Band 38, Nr. 11, (November) 2003, S. 719–740, hier: S. 731–733 (Chronische Polyarthritis (CP), rheumatoide Arthritis) und 735 f. (Chronische Polyarthritis (cP)).
- Ludwig Heilmeyer, Wolfgang Müller: Die rheumatischen Erkrankungen. In: Ludwig Heilmeyer (Hrsg.): Lehrbuch der Inneren Medizin. Springer-Verlag, Berlin / Göttingen / Heidelberg 1955; 2. Auflage ebenda 1961, S. 309–351, hier: S. 321–333.
- W. Tegner: Verhütung dauernder Invalidität bei primär-chronischer Polyarthritis (= Acta rheumatologica. Sondernummer). J. R. Geigy, Basel (August) 1953.